# Lluís Cutchet i Font
Lluís Cutchet i Font (Llívia, 1815 - Barcelona, 27 de febrer de 1892) fou un periodista i polígraf català. Estudià medicina a les universitats de Saragossa i de Montpeller, però ben prompte es dedicà a la política i al periodisme. Milità en el liberalisme regionalista i fou partidari del proteccionisme econòmic. Fundà, amb Víctor Balaguer, El Conseller, i junts viatjaren per Itàlia (1859). Fou un dels impulsors de la Renaixença, en el seu triple aspecte: literari, històric i econòmic. Fou redactor d'El Barcelonés i El Telégrafo, i col·laborador de Revista de Cataluña, Calendari Català i La Renaixença.
Va escriure poesies en català publicades a les antologies Els trobadors nous (1858) i Els trobadors moderns (1859), i presidí els jocs florals del 1876. Com a historiador, investigà a l'Arxiu de la Corona d'Aragó, però les obres que publicà, d'esperit romàntic i polèmic, tenen més aviat una motivació política, basada en el pensament regionalista: El compromiso de Caspe (1851), Cataluña vindicada (1858), justificació de la revolta catalana contra Joan II, i Història del siti de Girona en 1809 (1868). Com a proteccionista, publicà Ensayo económico político a propósito de la reforma de los aranceles (1851), La soberanía nacional en España (1868), La guerra al sentido común (1869, ampliat el 1884) i La República Cubana (1870). També fou membre de l'Acadèmia de Bones Lletres (1873).